# Lasioptera cylindrigallae
Lasioptera cylindrigallae är en tvåvingeart som beskrevs av Ephraim Porter Felt 1907. Lasioptera cylindrigallae ingår i släktet Lasioptera och familjen gallmyggor. Inga underarter finns listade i Catalogue of Life.